# Dianous adonis
Dianous adonis (лат.) — вид жуков-стафилинид из подсемейства Steninae. Эндемик Китая.

## Распространение
Азия: Китай, Сычуань, Ganzi pref., речная долина, 3000 м.

## Описание
Мелкие коротконадкрылые жуки. Длина тела взрослых насекомых 8,0 — 9,5 мм. Основная окраска металлически блестящая, голубоватая. Булава усиков коричневая. Тело мелко пунктированное. Длина висков примерно равна половине диаметра глаза, которые занимают только часть бока головы. Глаза крупные и выпуклые. Лапки пятичлениковые (формула лапок 5—5—5). Задние тазики конической формы. Вид был впервые описан в 2000 году немецким колеоптерологом Фолькером Путцом (Volker Puthz; Limnologische Fluss-Station des Max-Planck-Instituts fur Limnologie, Шлиц, Германия). Название происходит от имени Адониса из греческой мифологии.